# Фронца (гміна Сментово-Ґранічне)
Фронца (пол. Frąca, нім. Fronza) — село в Польщі, у гміні Сментово-Ґранічне Староґардського повіту Поморського воєводства.
Населення — 309 осіб (2011).
У 1975-1998 роках село належало до Гданського воєводства.

## Демографія
Демографічна структура станом на 31 березня 2011 року:
|          | Загалом | Допрацездатний вік | Працездатний вік | Постпрацездатний вік |
| -------- | ------- | ------------------ | ---------------- | -------------------- |
| Чоловіки | 158     | 35                 | 112              | 11                   |
| Жінки    | 151     | 35                 | 93               | 23                   |
| Разом    | 309     | 70                 | 205              | 34                   |